# Нокіа Арена
Нокіа Арена, також відома під своєю неофіційною назвою Тампере Дек Арена (фін. Tampereen Kannen areena) — крита арена в Тампере, Фінляндія, де проводяться хокейні матчі та великі культурні заходи. Це домашня арена «Ільвеса» і «Таппара» з Лійга ліги. Її будівництво було затверджено міською радою Тампере 19 травня 2010 року, а офіційно відкрито відкрита вона була 3 грудня 2021 року і стала першою у світі ареною зі світлодіодним табло.
Команди НХЛ «Коламбус Блю-Джекетс» і «Колорадо Аваланч» зіграли два матчі на «Нокіа Арені» в рамках Глобальної серії НХЛ 2022 4-5 листопада 2022 року. На перший матч між двома командами НХЛ на «Нокіа Арені» прийшло 12 882 глядачів. 1–2 листопада 2024 року «Даллас Старс» і «Флорида Пантерс» зіграли два матчі на «Нокіа Арені» в рамках Глобальної серії НХЛ 2024. У 2022 та 2023 роках «Нокіа Арена» приймала чемпіонати світу з хокею IIHF.
У 2024 і 2025 роках тут проходив фінський відбір на пісенний конкурс Євробачення Uuden Musiikin Kilpailu (UMK). У 2025 році тут проходитимуть матчі групового етапу Євробаскету ФІБА. Колишній президент США Барак Обама має виступити на арені у 2025 році. Арена оголошена місцем проведення чемпіонату світу з фігурного катання 2027 року.

## Історія
Після затримок, арена та прилегла багатофункціональна висотна забудова отримали остаточне схвалення, і в січні 2018 року розпочалося будівництво. Остаточний план передбачав будівництво естакади над залізничною колією. На цій платформі мали розміститися багатоцільова арена (щонайменше 13 455 місць), офіси, комерційна забудова, житло, готель і казино. Загальну концепцію розробив Даніель Лібескінд. Будівництво арени було завершено до грудня 2021 року, якраз до чемпіонату світу з хокею 2022 року. Інша частина забудови має завершитися до 2024 року. Разом з ареною відкриється і казино Тампере, в якому, за попередніми планами, працюватиме приблизно 80 осіб. 12 грудня 2021 року поруч з ареною компанія Lapland Hotels відкрила розкішний готель Lapland Hotels Arena.
У березні 2020 року було оголошено, що за десятирічною спонсорською угодою з UROS Group в Оулу арена буде називатися «UROS LIVE». Назва викликала невеликий скандал через надто чоловічий відтінок назви, оскільки uros означає «чоловічий» фінською мовою. Угоду було розірвано 28 жовтня 2021 року через фінансові проблеми Uros Oy, внаслідок чого назву арени було змінено. 19 листопада 2021 року новим спонсором було обрано корпорацію Nokia, а арену було перейменовано на «Nokia Arena».
Першими запланованими подіями на арені стали матчі чемпіонату Фінляндії 3 та 4 грудня 2021 року. Спочатку відкриття стадіону було заплановано на 15 грудня, але пізніше офіційне відкриття перенесли на 3 грудня.

## Транспорт
До «Нокіа Арена» легко дістатися громадським транспортом, оскільки вона розташована за 600 метрів від центрального залізничного вокзалу Тампере та за 350 метрів від автобусної станції міжміського сполучення. Найближчі зупинки трамвайної лінії Тампере також знаходяться приблизно в 600 і 350 метрах від арени, для ліній 3 та 1 відповідно. Кілька місцевих автобусних маршрутів проходять прилеглими вулицями. У сезонах Ліги та CHL 2023–24 квитки на хокейні матчі також є дійсними квитками на автобуси, трамваї та потяги Nysse, регіонального транспортного управління.
Для приватних автомобілів на території арени мало місць для паркування, але поруч є кілька автостоянок. До і після великих заходів вулиці навколо арени можуть бути перекриті для автомобільного руху.

## Концерти
| Дата              | Артист(и)                                       | Тур                            |
| ----------------- | ----------------------------------------------- | ------------------------------ |
| 15 грудня 2021    | Eppu Normaali з Філармонічним оркестром Тампере | Arena opening                  |
| 22 квітня 2022    | Nightwish                                       | Human. :II: Nature. World Tour |
| 27 квітня 2022    | Ghost                                           | Imperatour                     |
| 17 червня 2022    | Eric Clapton                                    |                                |
| 19 червня 2022    | Evanescence                                     |                                |
| 24 липня 2022     | Queen + Adam Lambert                            | The Rhapsody Tour              |
| 25 липня 2022     | Queen + Adam Lambert                            | The Rhapsody Tour              |
| 20 вересня 2022   | Sting                                           | My Songs Tour                  |
| 23 жовтня 2022    | Volbeat                                         | Servant of the Road World Tour |
| 12 листопада 2022 | Ellinoora, Kaija Koo, Jenni Vartiainen & Vesala | Mestarit Tour                  |
| 5 грудня 2022     | Haloo Helsinki!                                 |                                |
| 2 лютого 2023     | Dream Theater                                   | Top of the World Tour          |
| 5 березня 2023    | Robbie Williams                                 | XXV Tour                       |
| 4 квітня 2023     | Andrea Bocelli                                  | Believe World Tour             |
| 3 червня 2023     | Iron Maiden                                     | The Future Past Tour           |
| 4 червня 2023     | Iron Maiden                                     | The Future Past Tour           |
| 27 квітня 2024    | Blind Channel                                   | Exit Emotions Tour             |
| 5 червня 2024     | Judas Priest                                    | Invincible Shield Tour         |
| 5 липня 2024      | Bryan Adams                                     | So Happy It Hurts Tour         |
| 25 жовтня 2024    | Apulanta & Lahti Symphony Orchestra             |                                |
| 26 жовтня 2024    | Apulanta & Lahti Symphony Orchestra             |                                |
| 8 листопада 2024  | PMMP                                            | Viimeinen Valitusvirsi Tour    |
| 22 листопада 2024 | Kuumaa                                          | Maasta Kuuhun Tour             |
| 2 березня 2025    | Toto                                            | Dogs of Oz Tour                |

## Галерея

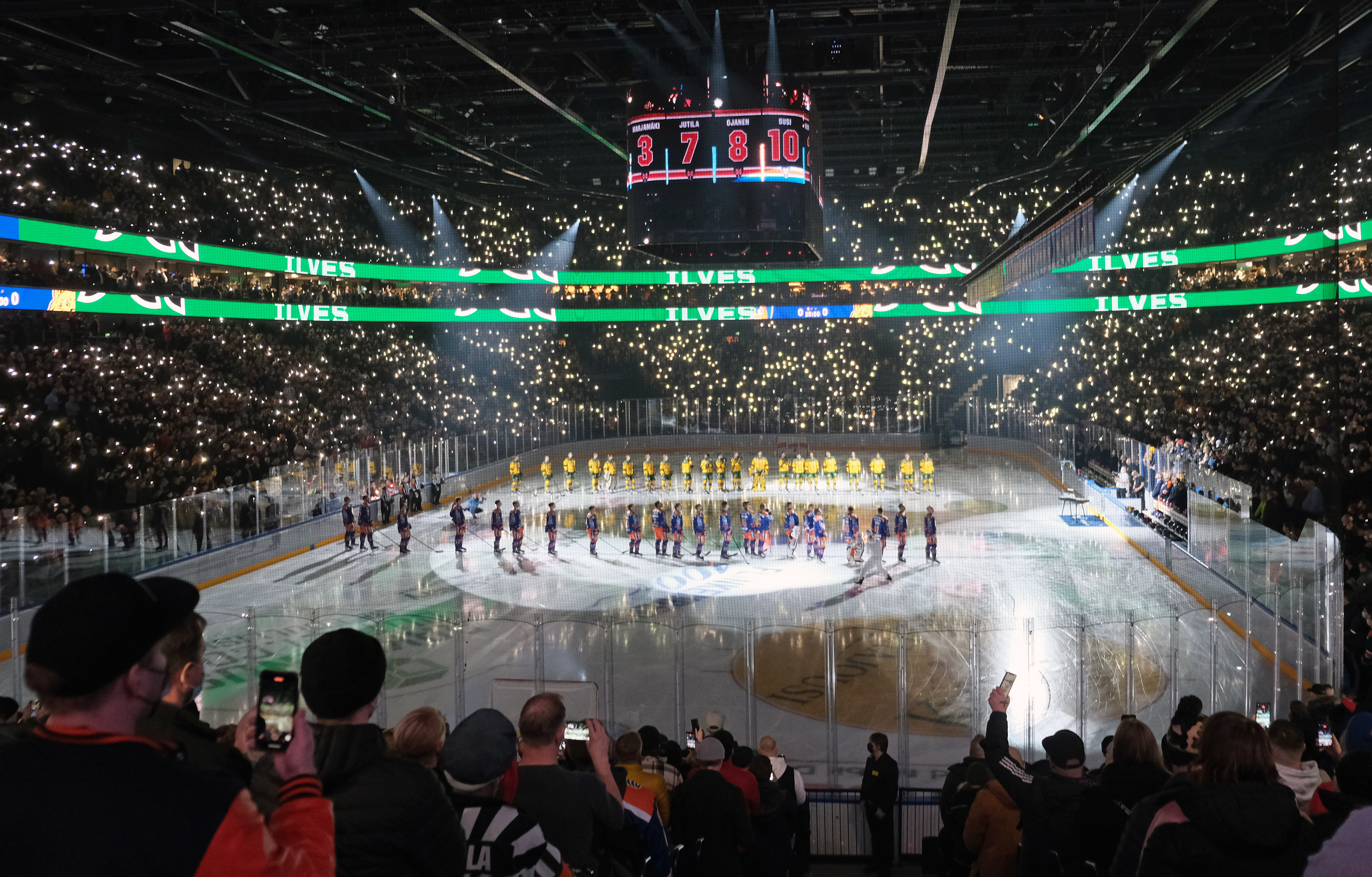
Відкриття гри з хокею на арені.
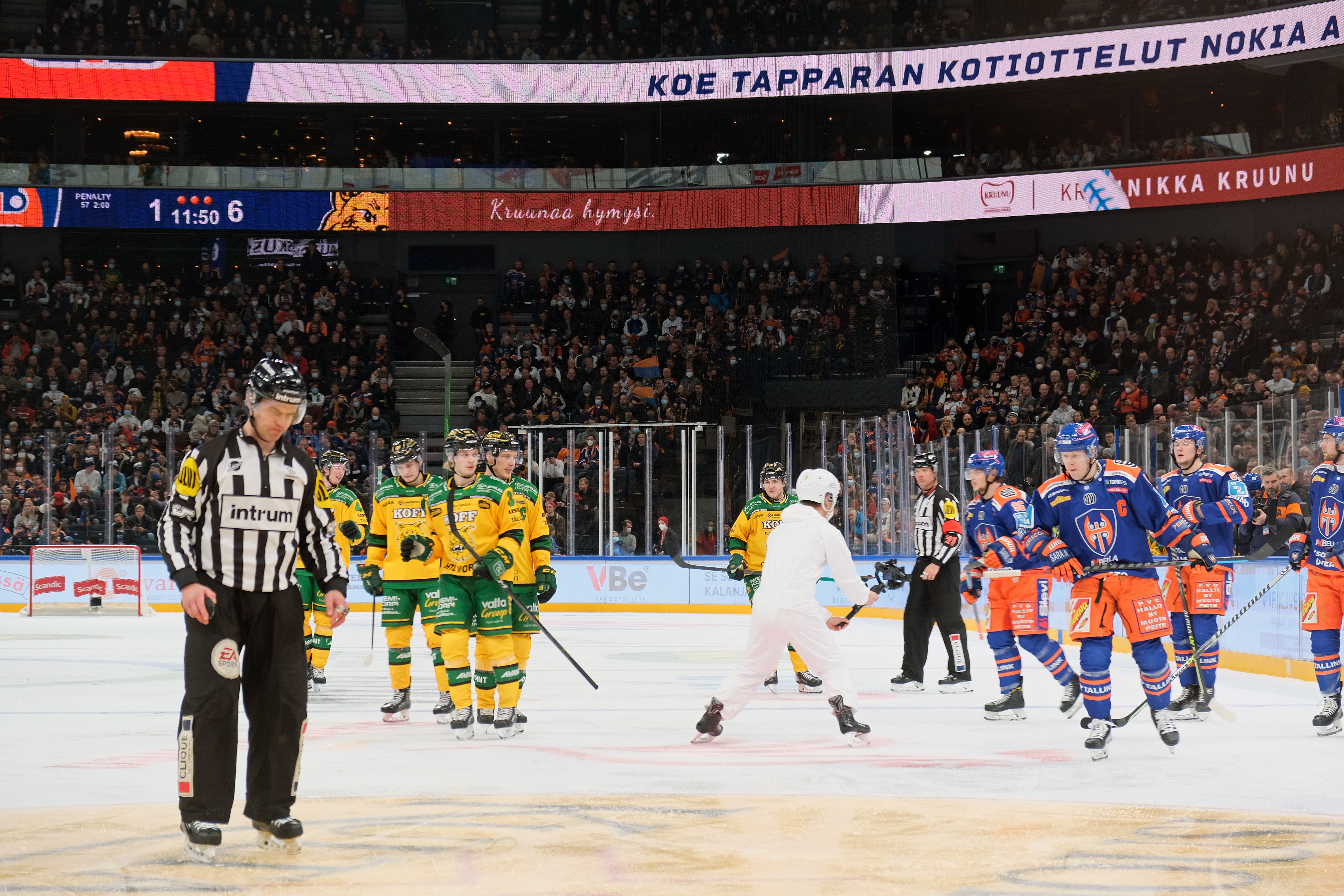
Матч між «Ільвеса» (жовто-зелений) і «Таппара» (синьо-помаранчевий) 3 грудня 2021 року на Nokia Arena
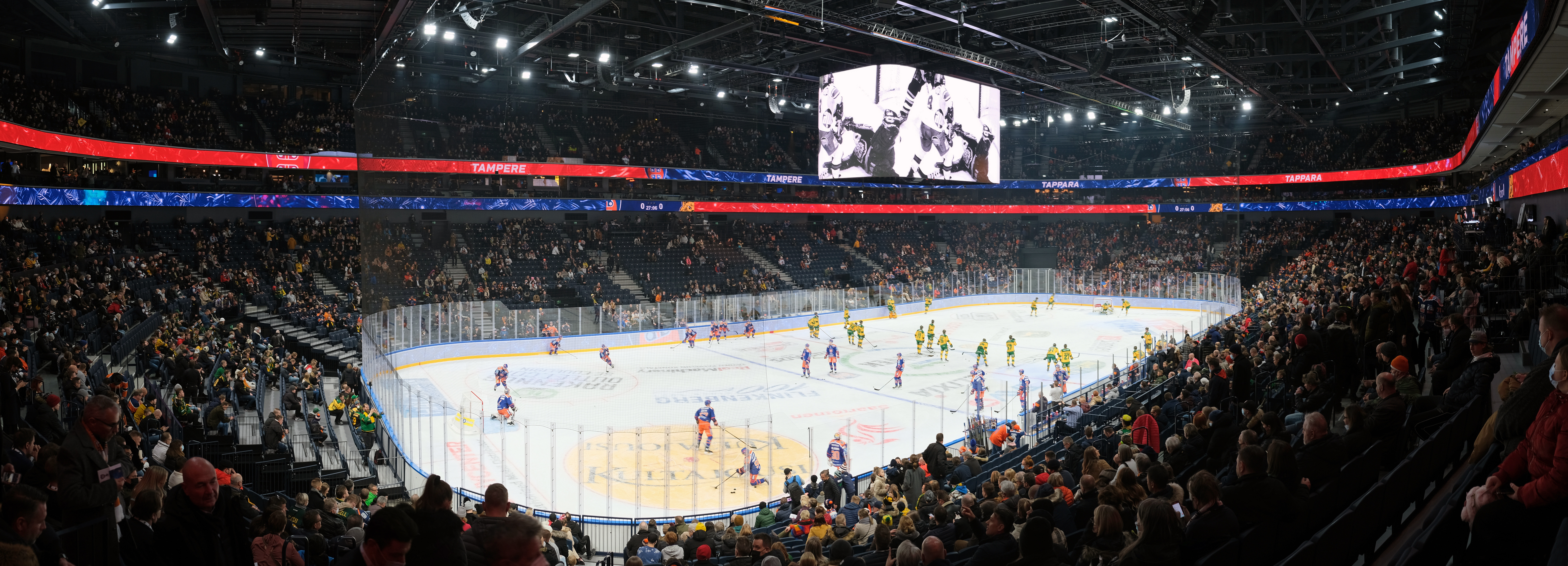
Відкриття Nokia Arena